# Avia (Peloponneso)
Avia  (in greco Αβία?) è un ex comune della Grecia nella periferia del Peloponneso di 3 089 abitanti secondo i dati del censimento 2001.
È stato soppresso a seguito della riforma amministrativa detta Programma Callicrate in vigore dal gennaio 2011 ed è ora compreso nel comune di Dytiki Mani.

## Località
Avia è divisa nelle seguenti comunità (i nomi dei villaggi tra parentesi):
- Avia (Avia, Akrogiali, Megali Mantineia)
- Altomira
- Doloi (Ano Doloi, Kato Doloi, Kalianaiika, Kitries)
- Kampos (Kampos, Orovas, Platoma, Toumpia)
- Kentro (Kentro, Anatoliko, Chora Gaitson, Voreio)
- Pigadia (Pigadia, Dendra, Krya Vrysi, Rizana)
- Stavropigi (Stavropigi, Malta)
- Sotirianika (Sotirianika, Charavgi, Drosopigi, Kouris)